# Egmontplantsoen

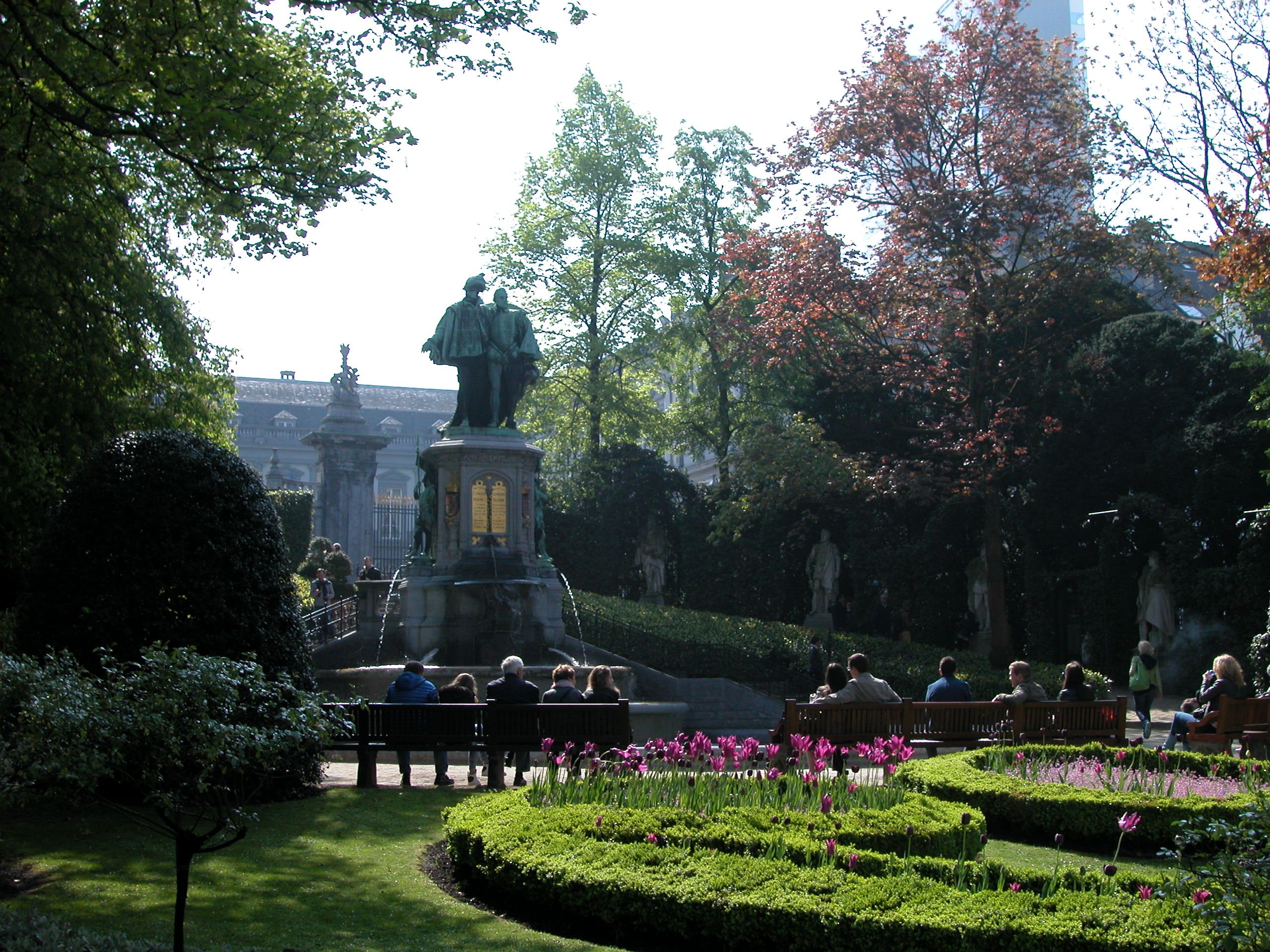
Egmontplantsoen met in de achtergrond het Egmontpaleis

Het Egmontplantsoen is een beeldenpark op de Kleine Zavel in Brussel. Het werd ingehuldigd in 1890 naar plannen van de architect Hendrik Beyaert en de tuinontwerper Louis Fuchs. De sculpturen vormen als het ware een klein museum over de 16e eeuw: een monumentale beeldenfontein van de graven Egmont en Horne, errond tien marmeren standbeelden van Belgische helden en op de hekken 48 bronzen standbeelden van de Brusselse ambachten.

## Geschiedenis
De aanleg van het plantsoen kaderde in de 19e-eeuwse stadsvernieuwing in deze wijk. In 1872 werd het tweede deel van de Regentschapsstraat aangelegd, waarvoor het Hof van Thurn en Tassis werd afgebroken. Het Egmontpaleis bleef bewaard en zou de bovenzijde van de square vormen. Hendrik Beyaert werkte vanaf 1876 het ontwerp uit, dat een plaats voorzag voor het controversiële standbeeld van Egmont en Horne, dat in 1864 op de Grote Markt was geplaatst en waarover werd gebakkeleid tussen katholieken en liberalen. In 1879 gingen de werken aan het Egmontplantsoen van start, maar de keuze van de helden die er een plaats zouden krijgen, was nog niet bepaald. Dat gebeurde het volgende jaar door minister Gustave Rolin-Jaequemyns. Het was een voor die tijd typisch romantisch-nationaal programma dat eerder antiklerikaal getint was. Het geheel werd ingehuldigd op 20 juli 1890 ter gelegenheid van de zestigste verjaardag van België. Burgemeester Karel Buls hield een strijdbare toespraak, geschreven door de archivaris Alphonse Wauters. Ook was er een historische stoet uitgewerkt door Gustave Den Duyts (Cortège historique du XVIe siècle).

## Standbeeld van de graven Egmont en Horne
Centraal staan, als symbool van de strijd tegen de Spaanse dwingelandij, op een indrukwekkend voetstuk de beelden van de graven van Egmont en Horne. Deze beeldengroep van Charles-Auguste Fraikin uit 1864 was oorspronkelijk opgesteld voor het Broodhuis op de Grote Markt, zijnde exact de plaats waar het schavot had gestaan waarop de afgebeelde graven zijn terechtgesteld. In 1879 werd het monument verplaatst naar de Kleine Zavel voor  het Egmontpaleis.
De kunstenaar heeft beide graven voorgesteld op het ogenblik waarop zij naar het schavot worden geleid. Egmont, met de hoed op het hoofd en een zakdoek in de hand, vertoont een wilskrachtige uitdrukking. De graaf van Horne houdt zijn fluwelen hoed in de ene hand en legt de andere op de schouder van zijn lotgenoot. Het hoge voetstuk in neogotische stijl is versierd met de wapens van de beide heren. Twee landsknechten flankeren de sokkel. Op een verguld plakkaat staat volgend tweetalig opschrift: 
Aux comtes d’Egmont et de Hornes, condamnés par sentence inique du duc d'Albe et décapités à Bruxelles le 5 juin 1568 / Aan de graven van Egmont en Hoorn, onrechtvaardig veroordeeld door de hertog van Alva en onthoofd te Brussel de 5 juni 1568.
De ontwerpstudie voor het standbeeld (op 3/4 grootte) staat in de Lakenhal van Herentals..

## Pantheon van 16e-eeuwse helden
Achter in het plantsoen, rondom het standbeeld van de graven Egmont en Horne, staan tien witmarmeren beelden in haagnissen. Ze vormen een soort pantheon en eerbetoon aan de zestiende-eeuwse Habsburgse Nederlanden:
1. Willem de Zwijger, prins van Oranje (1533-1584) door Charles Van der Stappen, als leider van de opstand der Nederlanden tegen Spanje onder koning Filips II voorgesteld met krachtige en koppige trekken, draagt een staf, terwijl zijn linkerhand op zijn degen rust.
2. Lodewijk van Bodegem (ca. 1470-1540), door Jean Cuypers. De vermaarde bouwmeester, betrokken bij de aanleg van het oorspronkelijke Brusselse Broodhuis en de ontwerpen van de kerk van Brou is voorgesteld met een werktekening van de kerk in de ene hand en professioneel gereedschap in de andere.
3. Hendrik van Brederode (1531-1568), door Antoine-Joseph Van Rasbourgh, incarneert met De Zwijger en Marnix van Sint-Aldegonde het vaderlandsgezinde verzet tegen de dwingelandij. Hij overhandigde Margaretha van Parma het smeekschrift van het Eedverbond der Edelen en stelde op het banket voor om de spotnaam van geuzen als erenaam aan te nemen, reden waarom de kunstenaar aan de schouder van de afgebeelde een kom en bedelnap verbindt, kenmerkend voor de geuzen wier spreuk was: Fidèles au roi jusques à porter la besace (trouw aan de koning tot het dragen van de bedelnap toe).
4. Cornelis Floris De Vriendt (1518-1578), door Jules Pécher. De beeldhouwer en bouwmeester vervaardigde onder meer de sacramentstoren van de Sint-Leonarduskerk van Zoutleeuw, bouwde het Stadhuis en het Hanzehuis van Antwerpen en is de maker van het doksaal van de kathedraal van Doornik.
5. Rembert Dodoens (1518-1585), door Alphonse de Tombay. De afgebeelde was de meest vermaarde botanicus die de Nederlanden hebben gekend. Hij was tevens geneesheer en hoogleraar aan de Universiteit van Leiden. Hij bestudeerde ook kosmografie en fysiologie, maar zijn voornaamste werken handelen wel over botanica. Hij schreef een Histoire des Plantes en gaf een Nederlandstalig herbarium uit, het Cruydeboeck, opgedragen aan landvoogdes Maria van Hongarije, waarin hij vooral streekgebonden planten behandelde, die hij als eerste classificeerde.
6. Gerardus Mercator (1512-1594), door Louis Van Biesbroeck. De afgebeelde is bekend onder de gelatiniseerde versie van zijn werkelijke naam, De Cremer, en verwierf roem als aardrijkskundige, kosmograaf en wiskundige. Hij draagt een wereldkaart en een precisie-instrument.
7. Jan van Locquenghien (1518-1574), door Godefroid Van de Kerckhove. De afgebeelde was burgemeester en amman van Brussel, waar hij geboren is. Hij was betrokken bij de uitgraving van het kanaal van Willebroek.
8. Bernard van Orley (1492-1542), door Julien Dillens. Het betreft hier de vermaarde Brusselse schilder die Italië bezocht had en daar onder invloed van de Renaissance kwam te staan.
9. Abraham Ortelius (1527-1598), door Jef Lambeaux. De afgebeelde is een vermaarde geograaf die de eerste aardrijkskundige atlas van de wereld van zijn tijd uitgaf.
10. Filips van Marnix van Sint-Aldegonde (1538-1598), door Paul De Vigne. De diplomaat, schrijver en wijsgeer werd een vurige voorvechter van de vrijheid van denken. Indien De Zwijger het hoofd en de arm voorstelt van de omslachtige onderneming die de strijd tegen Spanje was, dan stond Marnix voor de ziel en de gedachte.

## Bronzen ambachtsbeelden op sokkel
Het plantsoen is omgeven door een fraai uitgewerkte smeedijzeren afsluiting. Op regelmatige afstanden wordt die onderbroken door neogotische zuiltjes, die elk verschillen en elegante bronzen beeldjes dragen die de Brusselse ambachten voorstellen. Deze afsluiting is een nabootsing van die van de hand van de laat-vijftiende-eeuwse beeldhouwer Jan Borreman om het Baliënplein van het oude hertogelijke Paleis op de Koudenberg.
| Overzicht van de 48 ambachtsbeeldjes (te beginnen links van de ingang tegenover het zijportaal van de Zavelkerk en dan verder in tegenwijzerzin) | Overzicht van de 48 ambachtsbeeldjes (te beginnen links van de ingang tegenover het zijportaal van de Zavelkerk en dan verder in tegenwijzerzin) | Overzicht van de 48 ambachtsbeeldjes (te beginnen links van de ingang tegenover het zijportaal van de Zavelkerk en dan verder in tegenwijzerzin) | Overzicht van de 48 ambachtsbeeldjes (te beginnen links van de ingang tegenover het zijportaal van de Zavelkerk en dan verder in tegenwijzerzin) | Overzicht van de 48 ambachtsbeeldjes (te beginnen links van de ingang tegenover het zijportaal van de Zavelkerk en dan verder in tegenwijzerzin)                                                 | Overzicht van de 48 ambachtsbeeldjes (te beginnen links van de ingang tegenover het zijportaal van de Zavelkerk en dan verder in tegenwijzerzin) |
| Nr. | Ambacht | Afbeelding | Beeldhouwer | Attributen | Bijzonderheden |
| --- | --- | --- | --- | --- | --- |
| 1. | Metsers, steenkappers, beeldhouwers en leidekkers (Vier Gekroonden)                                                                              | | Godefroid Van den Kerckhove | De ambachtsman houdt in de rechterhand een kompas, in de linker een ontrolde werktekening. Aan zijn voeten liggen een stuk beeldhouwwerk en het gereedschap van een metser en een schaliedekker. | Het beeld kreeg de gelaatstrekken van architect Hendrik Beyaert.                                                                                 |
| 2. | Wapensmeden, Helmmakers en Zwaardvegers | | Godefroid Van den Kerckhove | Een jongeman bekijkt een degen; aan zijn voeten ligt een helm. | |
| 3. | Tinslagers-Loodgieters | | Jean Cuypers | Loden rol, blaasbalg | |
| 4. | Lei- of Pannendekkers | | Albert Desenfans | Ladder | |
| 5. | Blekers | | Jef Lambeaux | Schep | |
| 6. | Ketelmakers of Koperslagers en Bronsgieters | | Jef Lambeaux | Pot, kan en hamer | |
| 7. | Stoeldraaiers, Mandenmakers, Stucwerkers en Rietdekkers                                                                                          | | Antoine Van Rasbourgh | Gedraaide spijl, rieten mand | |
| 8. | Hoedenmakers, Volders en Brandewijnstokers | | Jean Cuypers | Hoed | |
| 9. | Huidevetters | | Albert Desenfans | Runderhuid | |
| 10. | Stoelenmakers in Spaans leer en Pruikenmakers | | Jules Courroit | Stoel | |
| 11. | Haakbusdragers | | Jean Van den Kerckhove | Haakbus, aambeeld | |
| 12. | Schoenlappers | | Jean Laumans | Paar schoenen | |
| 13. | Zoetwatervisverkopers | | Jean Laumans | Visnet en vis | |
| 14. | Schoenmakers | | Louis Van Biesbroeck | Laarzen en schoenen | |
| 15. | Lakenscheerders en –koopmannen | | Eugène De Plyn | Schaar | |
| 16. | Wolververs | | Charles Geefs | Pot in de hand, vat en fornuis op voetstuk | |
| 17. | Gordelsnijders en Speldenmakers | | Antoine Van Rasbourgh | Riemen | |
| 18. | Garen- en Brandverkopers | | Polydore Comein | Weegschaal en wolstreng op voetstuk | |
| 19. | Smeden | | Louis Eugène Cambier | Hamer | |
| 20. | Vlasbewerkers en Lijnwaadhandelaars | | Eugène De Plyn | Schietspoel | |
| 21. | Uitdragers of Oude Kleerkopers | | A.D.K. Saïbas | Hoed en stuk stof | |
| 22. | Timmerlieden | | A.D.K. Saïbas | Bijl | |
| 23. | Schippers | | Edouard Laborne | Roeispaan, koorden en anker | |
| 24. | Wolwevers en –handelaars | | Benoît Wante | Schietspoel | |
| 25. | Kleermakers | | Armand Cattier | Kledingstuk en schaar | |
| 26. | Zadel- en Wagenmakers | | Robert Fabri | Zadel en onderstel | |
| 27. | Groenten- en Fruithandelaars | | Albert Hambresin | Fruitmand | |
| 28. | Schilders, Goudslagers en Glazeniers | | Antoine Van Rasbourgh | Palet en kwast | |
| 29. | Sloten- en Uurwerkmakers | | Jean Cuypers | Horloge en sleutelbos | |
| 30. | Wijnhandelaars | | Albert Hambresin | Flessen, beker en ton | |
| 31. | Stoffenhandelaars en Kousenmakers | | Robert Fabri | Stuk stof en kousen aan de gordel | |
| 32. | Barbiers en Chirurgijnen | | Jean-Baptiste Martens | Pot in de hand, voet op een instrumentenkist | |
| 33. | Houthakkers en Boomzagers | | Albert Hambresin | Zaag | |
| 34. | Messenmakers | | Julien Renodeyn | Mes in een schede | |
| 35. | Tonnenmakers of Kuipers | | Jules Courroit | Houten hoepel | |
| 36. | Borduurders en Bontwerkers | | Armand Cattier | Pelsmantel | |
| 37. | Schrijnwerkers | | A.D.K. Saïbas | Schaaf, kompas | |
| 38. | Galonmakers of Passementwerkers | | Emile Namur | Koord en eikel | |
| 39. | Edelsmeden | | Emile Namur | Heft en vat | |
| 40. | Vettewariërs (handelaars in zuivel en gevogelte)                                                                                                 | | Polydore Comein | Dode gans (waaruit vetten worden gewonnen), fles | |
| 41. | Handschoenmakers | | Louis Van Biesbroeck | Handschoenen in de hand en schaar in de gordel | |
| 42. | Vergulders | | Louis van Biesbroeck | Palet, penseel en beker | |
| 43. | Molenaars | | Guillaume Charlier | Molenrad en molen | |
| 44. | Handelaars in gepekelde vis | | Charles Geefs | Vis en tonnetje | |
| 45. | Slagers | | Edmond Lefever | Slagersmes en meer messen aan de gordel | |
| 46. | Tapijtwevers | | Albert Desenfans | Klos met garen. | |
| 47. | Brouwers | | Jean Van den Kerckhove | Boom | |
| 48. | Bakkers | | Emile Namur | Ovenschep | |

## Voetnoten
1. ↑  "Inauguration du Square du Petit-Sablon consacré aux gloires du XVIe siècle - Discours de M. le Bourgmestre" in: Bulletin communal, 1890, vol. II-1, p. 55-59
2. ↑  Midden Limburg actueel, 24 september 2019